# Heaven's Hell
Heaven's Hell es una película de drama psicológico nigeriana de 2019, producida y dirigida por Katung Aduwak. Está protagonizada por un reparto que incluye a Nse Ikpe Etim, Fabian Adeoye Lojede, Bimbo Akintola, Chet Anekwe, Damilola Adegbite, OC Ukeje, Kalu Ikeagwu, Femi Jacobs, Bimbo Manuel y Gideon Okeke. Fue financiada principalmente por BGL Asset Management Ltd y One O Eight Media, con el apoyo de producción de otros socios como Hashtag Media House y Aberystwyth University. Inicialmente programada para estrenarse el 23 de enero de 2015, se retrasó debido a la censura. Finalmente se lanzó el 10 de mayo de 2019.

## Sinopsis
Inspirada en una historia real, está ambientada en la ciudad de Lagos y cuenta la historia de dos amas de casa cuyo vínculo de amistad parece inquebrantable, pero está lleno de engaños y traiciones; en medio de la oscuridad que se cierne sobre sus relaciones con sus cónyuges.

## Elenco
- Fabian Adeoye Lojede como Edward Henshaw
- Nse Ikpe Etim como Alice Henshaw
- Chet Anekwe como Jeff Aliu
- Bimbo Akintola como Tsola Aliu
- Damilola Adegbite como Janet Cole
- OC Ukeje como Ahmed
- Kalu Ikeagwu como Efosa Elliots
- Gideon Okeke como Akanimo
- Femi Jacobs como Detective Popoola
- Bimbo Manuel como presidente del Tribunal Supremo
- Katherine Obiang como Tara
- Linda Ejiofor como secretaria
- Waje Iruobe como agente inmobiliario

## Producción
Heaven's Hell ha sido señalado como una película que pretende ayudar a combatir la violencia doméstica contra mujeres y niños. Aduwak afirma: "... como parece, la violencia doméstica todavía se maneja con guantes de niños en esta parte del mundo. En última instancia, quiero que Heaven's Hell libere a la gente. Quiero que inspire a alguien a salir de una mala relación [..] todo lo que pueda lograr para hacer del mundo un lugar más cuerdo". El desarrollo de la película tomó un año, después de lo cual la fotografía principal comenzó el 9 de abril de 2013 en Lagos con el elenco principal. Un par de escenas se rodaron en las prisiones de máxima y media seguridad de Kirikiri en Lagos. El rodaje en Lagos duró más de tres semanas,  después de lo cual se trasladó a Gales, donde también se filmaron algunas escenas. La película se rodó con cámaras Sony F55, y la producción estuvo a cargo de Jeffrey Smith. El proyecto fue financiado principalmente por BGL Asset Management Ltd & One O Eight Media, con el apoyo de producción de otros socios como Hashtag Media House y Aberystwyth University.

### Banda sonora
Jesse Jagz y Femi Kuti interpretaron la banda sonora oficial de la película, titulada "Tercera Guerra Mundial", estrenada el 7 de agosto de 2013.

## Promociones y lanzamientos
El 8 de abril de 2013 se celebró una conferencia de prensa sobre la película en Clear Essence, Ikoyi, Lagos, donde se anunció que se estrenaría en el tercer trimestre de 2013. Sin embargo, se pospuso por razones desconocidas. En diciembre de 2014, FilmOne Distribution anunció oficialmente que se estrenaría el 23 de enero de 2015; Sin embargo, la Junta de Censores de Cine y Video de Nigeria lo retrasó debido a la presencia de "contenido explícito e incitante". Se recomendó a los realizadores volver a editar la película antes de que pueda ser estrenada. La distribución, que inicialmente estuvo a cargo de FilmOne, fue asumida por Genesis Distribution. Finalmente se estrenó en cines el 10 de mayo de 2019.